# 布拉亞爾角
布拉亞爾角（英語：Braillard Point），是南極洲的海岬，位於南設得蘭群島的喬治王島西南面，處於阿德利島東北端，在1935年由英國研究隊繪入地圖和命名，現時由南極條約體系管理。